# 78바이얼릿
78바이얼릿(78violet)은 미국의 팝 록 듀오이다.

## 디스코그래피
- Into the Rush (2005년)
- Acoustic Hearts of Winter (2006년)
- Insomniatic (2007년)
- 78violet (2013년)